# 豹貓

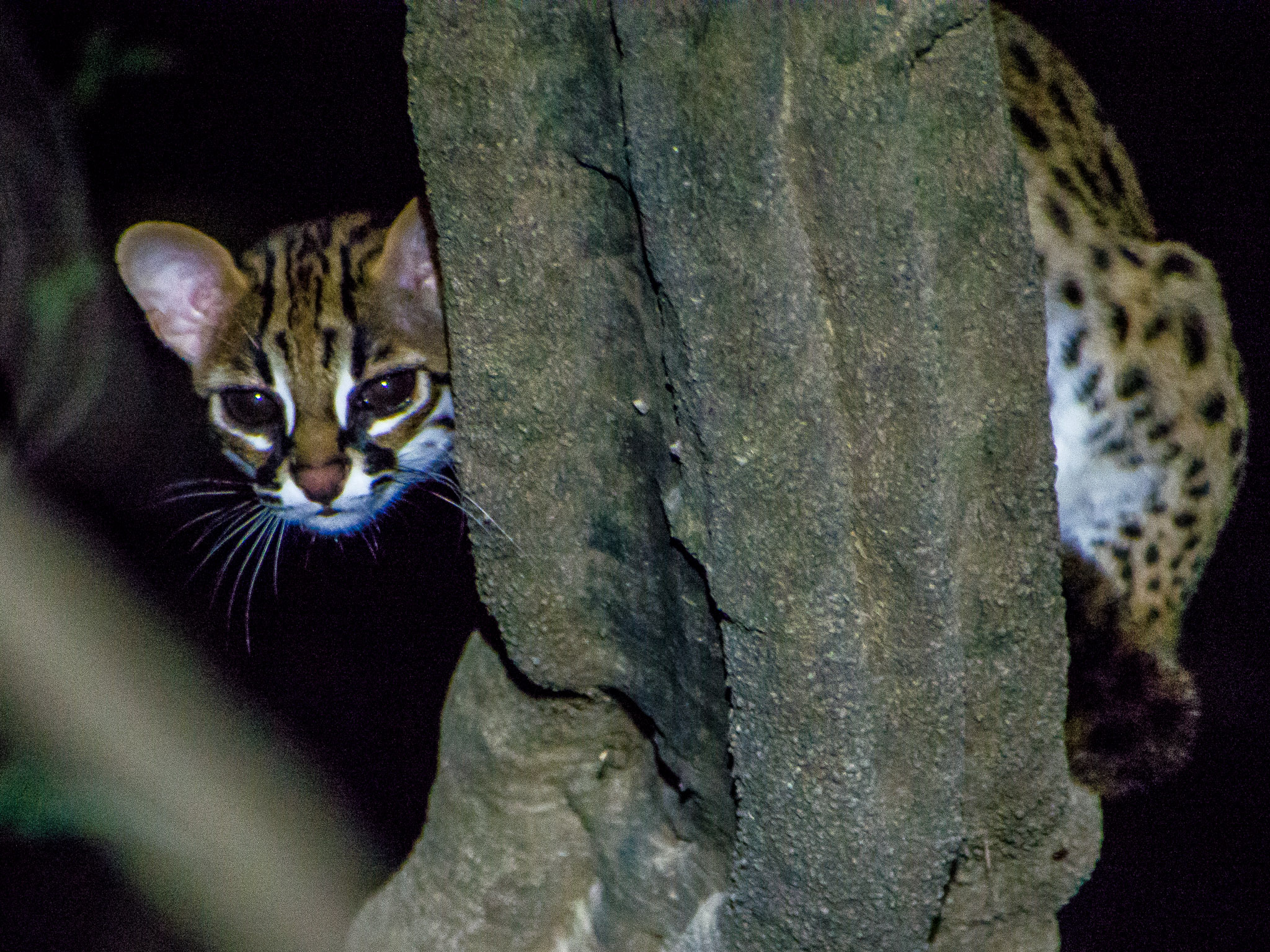
野生豹貓（婆羅洲亞種），攝於婆羅洲京那巴當岸河沿岸

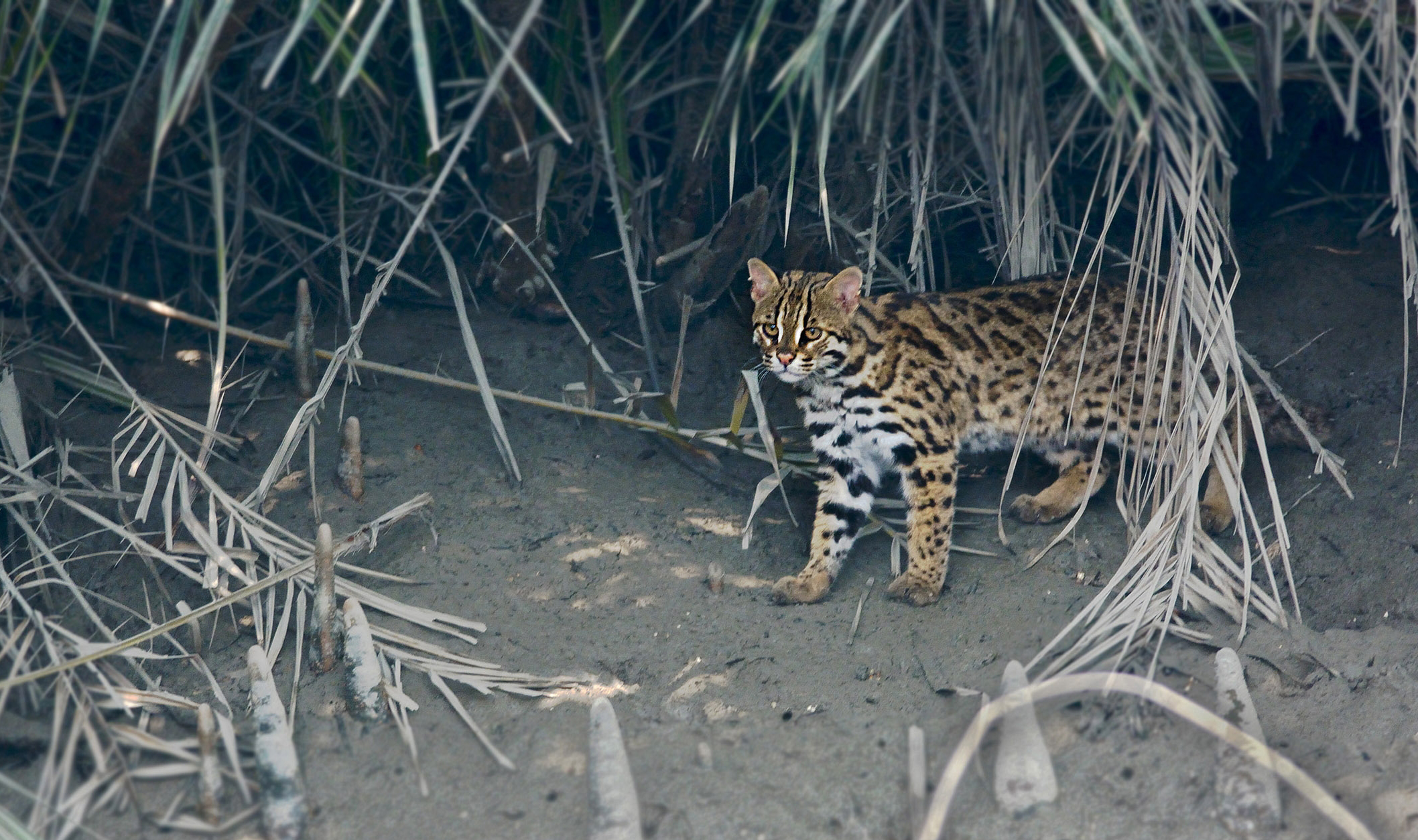
野生豹貓（指名亞種），攝於印度蘇達班

石虎又名豹貓、狸貓、山貓、錢貓，是分布於季風亞洲的猫科豹貓屬物種。其种加词“bengalensis ”意为“孟加拉的”。
石虎的體型與家猫大致相仿，以外表來看容易誤認為家貓，因此偶有野生豹貓被當家貓收養，但各亚种的差别比较大，例如印度尼西亚的亚种平均体长45厘米，尾长20厘米，而西伯利亚的亚种体长则达到60厘米，尾长40厘米。
豹貓的毛皮也有很多种颜色：南方的豹貓为黄色，北方的则为银灰色（推測與適應各種生活環境有關）。胸部及腹部是白色。豹貓的斑点一般为黑色。
豹貓乃肉食性夜行動物，多在晚上或清晨於郊外出沒，通常以啮齿类、鸟类、鱼类、爬行类及小型哺乳动物为食。除了交配季节外，它们一般为独处。豹貓的妊娠期为65-70天，每胎2-4个後代。
根據國際自然保護聯盟2015年版資料顯示，石虎生長於海拔高度0公尺至3240公尺，在大部分情況下，石虎能使用退化的森林或經人工開墾的土地作為棲息地，如油棕園和甘蔗園。

## 生物特徵
豹貓是種小型貓科動物，原產地位於東南亞和印度次大陸。豹貓共有11個亞種。豹貓的名字源于它們所有亞種外表的斑點都類似豹紋（家貓則很少見豹紋）。與家貓的主要差異是：長而粗的尾巴，眼窩內側延伸到額頭的兩條白色縱帶，及兩耳後方是黑底白斑。
一般而言豹貓的大小和家貓相仿，但分佈地區對豹貓的大小有很大區別。印尼的豹貓平均約45公分和20公分的尾巴。到了俄罗斯阿穆爾州南部，豹貓的尺寸就有40公分到60公分。豹貓肩高41公分，體重4.5公斤～6.8公斤與家貓類似。它們皮毛的顏色也有很大差異，南方的豹貓是黃色，而北方是銀灰色，胸和頭部下方是白色的。豹貓有黑色斑紋，可能是點狀或其它形狀，依亞種而定。

## 栖所

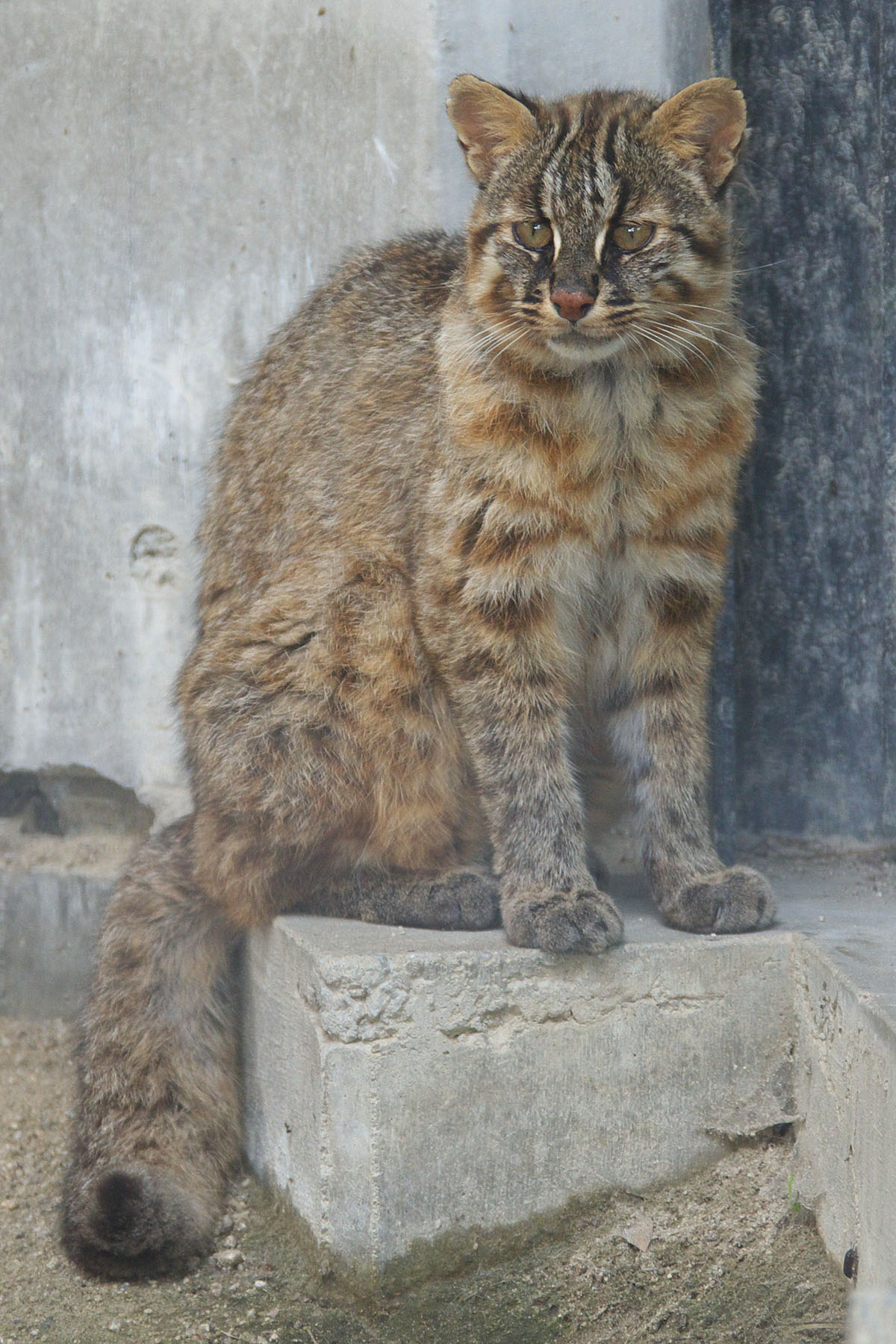
對馬山貓

豹貓是貓科動物中分佈最廣泛的物種，其分布地包括印尼、马来西亚、菲律賓、婆羅洲、中南半島（緬甸到越南）、中國大陸、朝鮮半島、台灣、印度、巴基斯坦等。它們的棲息地類型非常多，從热带雨林到針葉林、從半沙漠到農業特別是接近水源的地區，甚至海拔三千米高的山地。豹貓主要栖息在森林与雨林地带，通常为距河道较近的潮湿区域。

## 棲息地與行為
豹貓擅長爬樹，也能游泳。它們是夜行性動物，白天它們在洞穴中，它們的洞穴包括中空的樹幹、地洞、或是山洞。除了繁殖期外，豹貓是獨居型的，在南方的豹貓沒有固定的繁殖期；在較冷的北方，它們的繁殖期約在三、四月，讓氣候溫暖得足以讓新生的豹貓存活。豹貓通常養育小豹貓7至10個月。豹貓通常在18個月時長成，人類豢養的雄豹貓長成期可能縮到7個月，雌豹貓可能縮短到10個月就長成。

## 繁殖與成長
豹貓交配期約5-9日，在60-70日的懷孕期後，每胎通常生下2-4隻幼豹貓。新生豹貓體重在75-130公克之間，在兩週時體重就會加倍。五週時體重成長到出生時的四倍。幼豹貓的眼睛在10日時張開，在23日開始吃固體食物，到四週大時，開始出現永久的犬齒，與開始吃固體食物的時間一致。如果幼貓不幸夭折，母豹貓可以再度進入發情期，同一年再產一胎。

## 食物
豹貓是肉食性動物，捕獵很多小型生物，包括哺乳動物、兩棲動物、蜥蜴、鳥類、昆蟲、蛇。北方的豹貓也吃野兔，也会吃草、蛋和水棲動物作為補充食物。

## 亚种

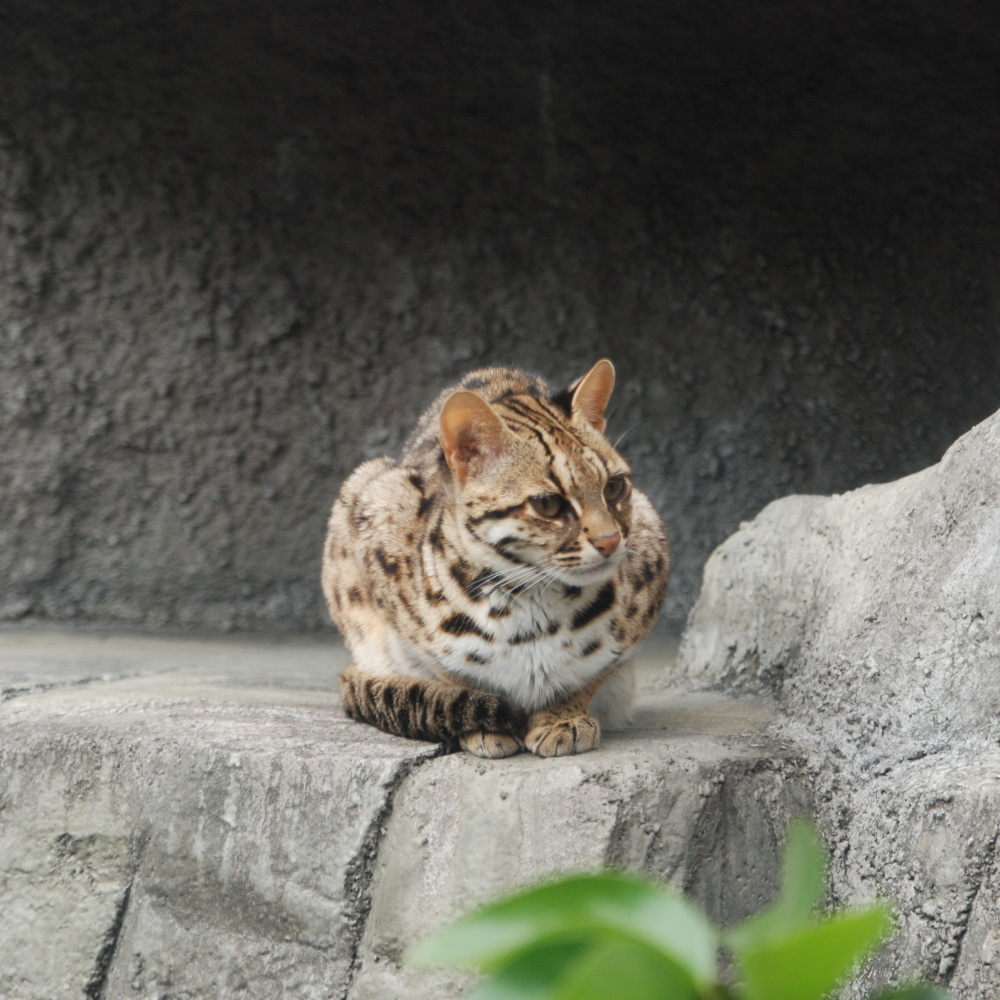
一只警觉的豹貓

- ：海南岛 ；
- ：印度、孟加拉国、马来西亚、中印半岛、云南；
- ：婆罗洲；
- ：臺灣、中國大陸（东北、雲南除外）；
- 北方亚种 (Elliott 1871)：西伯利亚东部、蒙古、中国东北；[4]
- ： 巴拉望島；
- ：喜马拉雅山；
- ：爪哇岛；
- ：內革羅島、宿霧島、班乃島；
- ：苏门答腊；
- ：巴基斯坦东部。

- ，即西表山貓，1967年，科學家經過基因檢測，認定為豹貓北方亞種。
- ，即對馬山貓。對馬山貓最初被認為是另一个種，後來被歸為豹貓的亞種，現在認為是中国东北地区豹貓的一个亞種。

## 与人类的关系
考古学和形态学研究表明，在新石器时代的中国第一种被驯化的猫是豹猫，这种驯化至少在5000年前就开始了。然而，随着时间的推移，驯养的豹猫逐渐被非洲野猫的后代代替。
现代宠物猫品种孟加拉猫是豹猫与家猫的杂交种。

## 保護
華盛頓公約將孟加拉国、印度以及泰國的族群列入附錄一禁止進行國際貿易，而其他族群亦列入華盛頓公約附錄二。孟加拉国、柬埔寨、印度、印尼、日本、馬來西亞、緬甸、尼泊爾、巴基斯坦、菲律賓、俄罗斯、泰國等国也制定了禁止狩獵豹猫的法律。

### 中國大陸
豹猫是中国大陆国家三有保护动物，有5个亚种，包括分布于云南、贵州西部及广西西部的指名亚种；分布于东北、华北及西北地区的为北方亚种；分布于华东、华中及华南地区的华东亚种；分布于云南北部、四川西部、西藏东南部及甘肃南部的川西亚种；分布于海南岛的海南亚种。中国大陆總面積9,596,960平方公里，石虎廣泛分布，族群穩定，總數未知。

### 臺灣
石虎是一種廣泛分佈於東亞及南亞淺山森林的小型貓科動物，是台灣唯一現存的原生貓科物種，台灣的原生種貓科物種有兩種，一種是台灣雲豹（2013年被認定滅絕），另一種就是石虎。過去的學者認為石虎這個物種，應該可以再細分為12個亞種。依照這套12個亞種的分類方法，台灣和香港、新加坡、日本及中國大陸（東北地區除外）等地的石虎，都屬於石虎這個亞種。然而，最新的基因研究資料顯示，這12個亞種，也許應該整併為四個亞種，比較能反映石虎族群的演化歷程。和台灣石虎親緣最近的族群，並不在中國大陸南方沿海地區或是香港，而是在朝鮮半島、俄國遠東以及中國東北地區等地。
石虎是亞洲廣泛分佈種，儘管在多數國家的不同亞種屬於無危物種，但在台灣的族群量少於2,000隻已達學界認定「瀕危（EN）」的標準。因棲息地受到人類開發影響，經常被目擊且出沒道路影響交通，且被一些意圖開發山林的政客及媒體謊稱為「數量很多」。石虎曾遍佈全台1000公尺以下的淺山地區，原本「到處都有石虎」的台灣，因為淺山棲地的大量開發，狩獵與山產交易亦推波助瀾，使得石虎分佈區域日益緊縮、數量漸漸減少，如今僅剩苗栗、台中、南投與彰化八卦山、大肚溪沿岸尚有石虎的穩定蹤跡。新竹縣、嘉義縣、宜蘭縣、嘉義市、台南市、雲林縣偶有零星個案。時至今日，《臺灣日日新報》在1936年報導文中提到的地點竹山，幾乎是目前僅存的石虎穩定分佈的最南端了。
目前在台灣的石虎整體數量仍未知，有學者推估只剩300至500隻。而苗栗一直是擁有石虎最大族群的重要棲息區域之一，然而卻面臨棲地人為開發的壓力。
2019年12月10日，苗栗縣議員連署提案的自治法規《石虎保育自治條例》三讀通過，於2019（民國108年）年12月30日發布，為台灣首個保育單一物種的自治條例。。

### 香港
豹貓受到香港法例第170章《保護野生動物條例》和第586章《保護瀕危動植物物種條例》保護，在香港郊野公園也有出沒記錄，並有野生族群。據漁護署資料，豹貓廣泛分佈於除大嶼山外之香港各郊區。2018年1月23日，香港渔农自然护理署连同爱护动物协会及香港警察于锦田救出豹貓、珍稀灵长类动物及龟类。

### 日本
日本的兩種亞種，西表山貓與對馬山貓。因西表島面積僅289平方公里，石虎於該島分布廣泛，族群穩定數量百隻。

## 吉祥物
- 石虎家族，臺中市的城市吉祥物。
- 貓裏喵，苗栗縣的觀光吉祥物。
- ピカリャ〜（日语：ピカリャ〜），竹富町的公關吉祥物（西表山貓）。
- 石虎阿集 （页面存档备份，存于），也為南投縣集集鎮的吉祥物。

## 外部連結
- 台灣石虎 | 石虎抱抱 Hug Taiwan Leopard Cat  （页面存档备份，存于） 石虎資訊交流平台，以關心台灣石虎保育與公民議題為宗旨，提供石虎資訊與新聞、漫畫與手繪。
- 山區的小貓-石虎 （页面存档备份，存于） 數位典藏與數位學習成果入口網
- 石虎 台灣大百科全書
- 淺山森林之王—石虎 | 石虎森林
- 消失中的台灣石虎 （页面存档备份，存于） 彙集各種石虎相關資料及圖表的石虎主題網站
- 石虎不說再見（一）：曾遍布全台的石虎，為何走向瀕危路？（页面存档备份，存于）
- 所以說石虎到底有幾種？（页面存档备份，存于）
- 大地的孩子－小石虎返家之路（中文完整版，蕭賀碩配音） （页面存档备份，存于）特有生物研究保育中心 2015-04-29